# 폴슨노랑어깨박쥐
폴슨노랑어깨박쥐(Sturnira paulsoni)는 주걱박쥐과(신세계잎코박쥐과)에 속하는 박쥐의 일종이다. 모식 산지는 소앤틸리스 제도 세인트루시아 그레나다에서 발견된다.